# بخش هومر (شهرستان مدینه، اوهایو)
بخش هومر (به انگلیسی: Homer Township) یک منطقهٔ مسکونی در ایالات متحده آمریکا است که در شهرستان مدینا، اوهایو واقع شده‌است.
 بخش هومر ۶۳٫۳ کیلومتر مربع مساحت و ۱٬۴۶۱ نفر جمعیت دارد و ۳۳۰ متر بالاتر از سطح دریا واقع شده‌است.